# Ан-20
Ан-20 (изделие «Ю») — десантно-транспортный самолёт, находившийся в разработке во второй половине 1950-х. Вместе с проектом самолёта ВТ-22 послужил прообразом Ан-22 «Антей» (изделие «100»).

## История
По задумке являл собой десантно-транспортный самолёт для перевозки боевой и инженерной техники общей массой до 40 тонн, например танка Т-54 (36 тонн) с боекомплектом и расчётом, и с возможностью воздушного десантирования моногрузов до 16 тонн. В проекте представляет собой моноплан цельнометаллической конструкции с высокорасположенным крылом и однокилевым оперением. Для обеспечения десантирования хвостовая часть фюзеляжа приподнята вверх и в её нижней части организован большой грузовой люк, который имеет ширину проема 3,8 и длину 10,1 м. Самолёт планировалось оснастить двумя ТВД НК-12М конструкции Н. Д. Кузнецова мощностью 15 000 эффективных лошадиных сил каждый с четырёхлопастными реверсивными соосными винтами диаметром 6,4 метра.
Грузовая негерметичная кабина самолёта рассчитана на 143 парашютиста или при посадочном десантировании на 170 солдат. Выброс парашютистов предусматривался в четыре потока: два — через десантные люки в полу передней части грузового отсека и два — через грузовой люк в хвостовой части фюзеляжа. Пол оборудован системой швартовки грузов и техники, по бокам фюзеляжа установлены откидные десантные сиденья. В санитарном варианте в грузовой кабине устанавливаются унифицированные армейские носилки для перевозки 144 раненых. В носовой части фюзеляжа расположена кабина экипажа (5 человек) и кабина сопровождающих (27 человек). Крыло самолета трапециевидной формы, в плане, кессонного типа. Механизация крыла - двухщелевые выдвижные закрылки, выпуск и уборка которых осуществляется гидроподъемниками с электродистанционным управлением. Шасси трехопорное: передняя опора с двумя колесами и две основные опоры с тележками их четырех колес. Давление в пневматиках колес позволяет эксплуатировать самолет с грунтовых аэродромов.Имелось в задумке и оборонительное вооружение — кормовая установка из двух 23-мм пушек АО-9, управляемая автоматически от РЛС или при отказе станции дистанционно бортинженером из кабины экипажа. 
При взлетной массе 108,3 т самолет на высоте 8000 м должен был развивать скорость 690 км/ч, при максимальной десантной нагрузке 40 т дальность полета должна быть 2700 км, а при 25т - 5000 км, потолок 12000 м, длина разбега 1000 м, длина пробега при посадке 1200 м.
В июне 1958 был выполнен эскизный проект Ан-20, но в августе 1960 работы были остановлены по указанию ГКАТ.

### ВТ-22
На основе имеющихся наработок планировалось создать новый самолёт под шифром ВТ-22, рассчитанный на перевозку грузов и техники до 50 тонн на расстояние до 4000 километров, а также воздушное десантирование моногрузов до 15 тонн. Новый проект был значительно вместительнее Ан-20, его силовой установкой были 4 ТВД НК-12МВ, он отличался от предшественника формой крыла, однако в серийное производство и этот самолёт не попал, а дальнейшие наработки стали основой для создания военно-транспортного самолёта Ан-22.